# Platinum Studios
Platinum Studios, Inc. è un'azienda statunitense attiva nel settore dei media. Detiene i diritti d'autore su più di 5600 personaggi dei fumetti, che produce e adatta per vari mezzi di comunicazione come la stampa e il cinema.
È stata fondata nel 1997 da Scott Mitchell Rosenberg, già fondatore e capo della Malibu Comics.

## Fumetti
- Cowboys & Aliens (2006)
- Atlantis Rising (2007)
- Blood Nation (2007)
- Consumed (2007)
- Ghosting (2007)
- Hero by Night (2007-2008)
- Incursion (2007)
- Kiss 4K (2007)
- Love Bytes (2007)
- Nightfall (2007)
- Red Mantis (2007)
- Unique (2007)
- The Weapon (2007)
- Alien At Large (2008)
- Big Amoeba (2008)
- Big Badz (2008)
- Gunplay (2008)
- Hot Shot and Mighty Girl (2008)
- I Was Kidnapped by Lesbian Pirates from Outer Space (2008)
- Platinum Studio's The Comic Book Challenge FCBD 2008 (2008)

## Adattamenti

### Televisione
- Jeremiah (2002-2004)

### Cinema
- Dylan Dog - Il film (2010)
- Meet the Haunteds (2011)
- Cowboys & Aliens (2011)